# Howard Jacobson
Howard Jacobson (Manchester, 25 augustus 1942) is een Engels schrijver en journalist.
Jacobson is vooral gekend vanwege zijn komische literatuur waarin vooral de dillemma's van Brits-Joodse karakters centraal staan. Hij won de Booker Prize in 2010 voor The Finkler Question. Hij doceerde Engels op meerdere universiteiten.

## Werk

### Fictie
- Coming From Behind, Chatto & Windus, 1983
- Peeping Tom, Chatto & Windus, 1984
- Redback, Bantam, 1986
- The Very Model of a Man, Viking, 1992
- No More Mister Nice Guy, Cape, 1998
- The Mighty Walzer, Cape, 1999
- Who's Sorry Now?, Cape, 2002
- The Making of Henry, Cape, 2004
- Kalooki Nights, Cape, 2006
- The Act of Love, Cape, 2008
- The Finkler Question, Bloomsbury, 2010 (winnaar Man Booker Prize 2010) ISBN 978-1-4088-0910-5
- Zoo Time, Bloomsbury, 2012
- J, Bloomsbury, 2014 (shortlist Man Booker Prize 2014)

### Non-fictie
- Shakespeare's Magnanimity: Four Tragic Heroes, Their Friends and Families (co-auteur met Wilbur Sanders), Chatto & Windus, 1978
- In the Land of Oz, Hamish Hamilton, 1987
- Roots Schmoots: Journeys Among Jews, Viking, 1993
- Seriously Funny: From the Ridiculous to the Sublime, Viking, 1997
- Whatever It Is, I Don't Like It, Bloomsbury, 2011

- Bibsys: 90257232
- Biblioteca Nacional de España: XX4889063
- Bibliothèque nationale de France: cb151251587 (data)
- Catàleg d'autoritats de noms i títols de Catalunya: 981058523949206706
- CiNii: DA08051581
- Gemeinsame Normdatei: 120770806
- International Standard Name Identifier: 0000 0001 1495 9982
- Library of Congress Control Number: n83145922
- Nationale Bibliotheek van Tsjechië: xx0011788
- Nationale bibliotheek van Australië: 36332227
- Nationale Bibliotheek van Israël: 987007311813705171
- Nationale Bibliotheek van Polen: a0000002518768
- Nederlandse Thesaurus van Auteursnamen: 070072841
- Réseau des bibliothèques de Suisse occidentale: 02-A003416398
- Istituto Centrale per il Catalogo Unico: RMLV031192
- LIBRIS: 338086
- Système universitaire de documentation: 068022557
- Trove: 1247469
- Virtual International Authority File: 98522519
- WorldCat: E39PBJymx6RDrR9xKBqqqrgVG3